# Acartauchenius nasutus
Acartauchenius nasutus là một loài nhện trong họ Linyphiidae.
Loài này thuộc chi Acartauchenius. Acartauchenius nasutus được Octavius Pickard-Cambridge miêu tả năm 1879.